# 160-й гвардейский танковый полк
160-й гвардейский танковый Волновахский Краснознамённый, ордена Богдана Хмельницкого Донской казачий полк (сокр. 160 тп, в/ч 13206) — воинское формирование Сухопутных войск Советской армии Вооружённых сил СССР и Российской Федерации. 
Формирование входило в состав 5-й гвардейской танковой дивизии Забайкальского, с 1998 года — Сибирского военного округа. Пункт постоянной дислокации в СССР — г. Кяхта Республики Бурятия, с 1997 — г. Гусиноозёрск.

## История
Ведёт свою историю от 11-й гвардейской кавалерийской дивизии. Дивизия участвовала в Великой Отечественной войне, где получила ряд наград и почётных наименований.
До 1957 года был 11-м гвардейским кавалерийским полком. Переформирован в 160-й гвардейский тяжёлый танковый Волновахский Краснознамённый, ордена Богдана Хмельницкого Донской казачий полк 18-й гвардейской тяжёлой танковой дивизии в 1957 году.
На момент распада СССР 160-й гвардейский танковый полк находился в составе 5-й гвардейской танковой дивизии в г. Кяхта.
Полк принимал участие в Первой и Второй чеченских войнах. Полк был вооружён танками Т-62М.

## Награды
| Награда                                 | Дата приказа                           | Пояснения |
| --------------------------------------- | -------------------------------------- | --- |
| Почётное наименование «Волновахский»    | Приказ ВГК от 10.09.1943               | В ознаменование одержанной победы отличившимся в боях за освобождение городов Мариуполь, Волноваха, Чаплино, Барвенково                                                                                     |
| Почётное наименование «Донской казачий» |                                        | |
| «Гвардейский»                           | Приказ НКО № 342 от 27 августа 1942 г. | 15-я кавалерийская дивизия была преобразована в 11-ю гвардейскую кавалерийскую дивизию. |
| Орден Красного Знамени                  | Указ Президиума ВС СССР от 28.04.1943  | За образцовое выполнение боевых заданий командования на фронте борьбы с немецкими захватчиками и проявленные при этом доблесть и мужество                                                                   |
| Орден Богдана Хмельницкого II степени   | Указ Президиума ВС СССР от 26.02.1944  | За образцовое выполнение заданий командования в боях по завершению уничтожения окружённой группировки немецких захватчиков в районе города Корсунь-Шевченковский и проявленные при этом доблесть и мужество |